# 3017 Petrovič
3017 Petrovič è un asteroide della fascia principale del diametro medio di circa 15,95 km. Scoperto nel 1981, presenta un'orbita caratterizzata da un semiasse maggiore pari a 2,6071015 UA e da un'eccentricità di 0,1303623, inclinata di 11,82715° rispetto all'eclittica.
L'asteroide è intitolato al climatologo slovacco Štefan Petrovič.